# Vigilia d'armi
Vigilia d'armi (Veille d'armes) è un film del 1935 diretto da Marcel L'Herbier.
Il film venne presentato in concorso alla 4ª Mostra del Cinema di Venezia.

## Trama
Il capitano de Corlaix, in attesa dell'ordine per salpare con il suo vascello Alma per una missione segreta, organizza un ballo per presentare sua moglie Jeanne agli altri ufficiali. Tra questi c'è anche il tenente d'Artelles, che aveva avuto una breve relazione con Jeanne prima del suo matrimonio. 
Jeanne mente al marito, dicendogli di non aver mai visto il tenente, ma poi, nel tentativo di parlare con l'ufficiale per chiarire che non lo ama più, resta chiusa in una cabina e la nave salpa per la sua missione. 
Dopo uno scontro in cui l'Alma affonda, la donna riesce a salvarsi pur restando in incognito, il tenente viene ucciso mentre il capitano viene ferito gravemente.
Tornati in Francia, il capitano viene processato per negligenza ma nessun testimone si presenta a suo favore. Pur di salvare il marito, Jeanne racconta quanto è successo sulla nave nonostante questo possa rovinare la sua reputazione. L'uomo viene scagionato dalle accuse e si riappacifica con la moglie.

## Produzione
I produttori e il regista volevano realizzare un grande film che facesse concorrenza alle grandi produzioni di Hollywood ma anche un film che richiamasse il senso patriottico dei francesi. Riuscirono quindi ad ottenere l'appoggio del governo francese e soprattutto della Marina Militare.

## Colonna sonora
La colonna sonora, scritta da Jean Lenoir, conteneva la canzone Une guitare et quatre mots d’amour con il testo di Roger Fernay, incisa in italiano dal Trio Lescano con Emilio Livi con il titolo Una chitarra e quattro parole d'amore.

## Riconoscimenti
- 4ª Mostra internazionale d'arte cinematografica di Venezia
  - Coppa Volpi per la migliore interpretazione femminile ad Annabella